# Il mio mondo
Il mio mondo ist der Titel eines italienischsprachigen Popsongs, der von Umberto Bindi komponiert und von Gino Paoli getextet wurde. Die englischsprachige Coverversion You’re My World mit Cilla Black wurde 1964 in Großbritannien zu einem Nummer-eins-Hit.

## Das Original
Umberto Bindi war in den 1960er-Jahren einer der bekanntesten Vertreter der Genueser Liedermacherschule. Mit seinem Lied Il nostro concerto hatte er 1960 einen großen Erfolg erzielt und es wurde mehrfach gecovert, unter anderem auch von Helmut Zacharias als Instrumentalversion. Das Lied Il mio mondo entstand in Zusammenarbeit mit Gino Paoli, dessen letzter Erfolgssong Il cielo in una stanza zuerst von Mina in Italien und danach von Connie Francis in Italienisch und Englisch (This World We Love In) gecovert wurde. Il mio mondo (deutsch: „Meine Welt“) wurde 1963 mit Umberto Bindi als Sänger produziert und von der italienischen RCA veröffentlicht. Auf der Aufnahme sind das Orchester von Luis Enríquez Bacalov und die Vokalgruppe 4+4 von Nora Orlandi zu hören.

## Cilla Black

Cilla Black mit You’re My World auf Parlophone

Von den zahlreichen Coverversionen, die schon bald nach dem Erscheinen des Originals in Europa erschienen, war die Adaption der britischen Sängerin Cilla Black mit Abstand die erfolgreichste. Mit ihrem Song Anyone Who Had a Heart war die 21-Jährige gerade Spitzenreiter der britischen Charts geworden. Den Text für Blacks neue Produktion hatte der US-Amerikaner Carl Sigman geschrieben, unter der Titelzeile You’re My World geht es um eine Liebeserklärung: „You’re my world, you are my night and day (Du bis meine Welt, du bist meine Nacht, du bist mein Tag)“. Der Song wurde im April 1964 in den Londoner Abbey Road Studios aufgenommen, für den Background sorgte Johnny Pearson unter Mitwirkung des Gitarristen Judd Proctor und Bobby Willis, Blacks späterem Ehemann.
Die Plattenfirma Parlophone brachte die Single mit You’re My World auf der A-Seite Anfang Mai mit der Katalog-Nummer 5133 in die Plattenläden. Schon am 8. Mai 1964 erschien der Titel in der Top-40-Hitliste des Musikmagazins New Musical Express. Am 29. Mai erreichte er erstmals Platz eins und konnte diesen bis zum 12. Juni behaupten. Insgesamt wurde You’re My World 17 Wochen lang in den Top 40 notiert. Die Konkurrenz-Zeitschrift Record Retailer setzte den Song vier Wochen lang auf den ersten Platz ihrer Top-50-Liste.
Cilla Blacks You’re My World wurde nach dem Erfolg in Großbritannien weltweit verlegt und konnte sich in zahlreichen Ländern in den Hitlisten platzieren (Australien 1., Irland und Neuseeland 2.). Es war auch der erste Titel, den Cilla Black in den USA veröffentlichen konnte. Die Plattenfirma Capitol Records brachte ihn im Juni 1964 auf der Single Nr. 5196 in die amerikanischen Plattenläden. In den Hot 100 des US-Musikmagazins Billbord erreichte You’re My World Platz 26.

## Weitere Coverversionen
Carl Sigmans Text erschien in den 1960er Jahren auch mit der britischen Sängerin Joan Baxter. Camillo Felgen alias Heinz Helmer verfasste einen deutschen Text zu Il mio mondo mit dem Titel Meine Welt bist du, der 1965 von Anita Traversi auf Ariola gesungen wurde. Zahlreiche Interpreten sangen 1964 das Lied mit dem französischen Text Ce monde von Georges Bérard, unter ihnen Richard Anthony und Ria Bartok. Von Letzterer stammt auch eine spanischsprachige Fassung mit dem Titel Mi mundo, ebenfalls aus dem Jahr 1964. In den 1970er Jahren nahmen mehrere prominente Sänger You’re My World auf Langspielplatte auf, so Tom Jones, Helen Reddy und Dionne Warwick.

## Single-Diskografie
| Interpret       | Titel              | Label             | veröffentlicht         |
| --------------- | ------------------ | ----------------- | ---------------------- |
| Cilla Black     | You’re My World    | Parlophone 5133   | Großbritannien, 5/1964 |
| Cilla Black     | You’re My World    | Capitol 5196      | USA, 6/1964            |
| Joan Baxter     | You’re My World    | Embassy 633       | Großbritannien, 5/1964 |
| Richard Anthony | Ce monde           | Columbia 776      | Frankreich, 1964       |
| Ria Bartok      | Ce monde           | Columbia EP 1509  | Frankreich, 1964       |
| Ria Bartok      | Mi mundo           | Columbia EP 14151 | Spanien, 1964          |
| Anita Traversi  | Meine Welt bist du | Ariola 18208      | Deutschland 4/1965     |